# Stany Zjednoczone na Zimowych Igrzyskach Olimpijskich 2014
Stany Zjednoczone na Zimowych Igrzyskach Olimpijskich 2014 – kadra sportowców reprezentujących Stany Zjednoczone na igrzyskach w 2014 roku w Soczi. Kadra liczy 230 sportowców. Zdobyli oni 28 medali: 9 złotych, 7 srebrnych i 12 brązowych, zajmując 4. miejsce w klasyfikacji medalowej.

## Zdobyte medale
| Medal  | Zawodnik | Dyscyplina            | Konkurencja              | Rezultat                       | Data      |
| ------ | --- | --------------------- | ------------------------ | ------------------------------ | --------- |
| Złoto  | Sage Kotsenburg                                                                                             | Snowboarding          | Slopestyle mężczyzn      | 93.50 pkt.                     | 8 lutego  |
| Złoto  | Jamie Anderson                                                                                              | Snowboarding          | Slopestyle kobiet        | 95.25 pkt.                     | 9 lutego  |
| Złoto  | Kaitlyn Farrington                                                                                          | Snowboarding          | Halfpipe kobiet          | 91.75 pkt.                     | 12 lutego |
| Złoto  | Joss Christensen                                                                                            | Narciarstwo dowolne   | Slopestyle mężczyzn      | 95.80 pkt.                     | 13 lutego |
| Złoto  | Meryl Davis Charlie White                                                                                   | Łyżwiarstwo figurowe  | Pary taneczne            | 195.52 pkt.                    | 17 lutego |
| Złoto  | David Wise                                                                                                  | Narciarstwo dowolne   | Halfpipe mężczyzn        | 92.00 pkt.                     | 18 lutego |
| Złoto  | Ted Ligety                                                                                                  | Narciarstwo alpejskie | Slalom gigant mężczyzn   | 2:45.29 min.                   | 19 lutego |
| Złoto  | Maddie Bowman                                                                                               | Narciarstwo dowolne   | Halfpipe kobiet          | 89.00 pkt.                     | 20 lutego |
| Złoto  | Mikaela Shiffrin                                                                                            | Narciarstwo alpejskie | Slalom kobiet            | 1:44.54 min.                   | 21 lutego |
| Srebro | Devin Logan                                                                                                 | Narciarstwo dowolne   | Slopestyle kobiet        | 85.40 pkt.                     | 11 lutego |
| Srebro | Gus Kenworthy                                                                                               | Narciarstwo dowolne   | Slopestyle mężczyzn      | 93.60 pkt.                     | 13 lutego |
| Srebro | Noelle Pikus-Pace                                                                                           | Skeleton              | Kobiety                  | 3:53.86 min.                   | 14 lutego |
| Srebro | Andrew Weibrecht                                                                                            | Narciarstwo alpejskie | Supergigant mężczyzn     | 1:18.44 min.                   | 16 lutego |
| Srebro | Elana Meyers Lauryn Williams                                                                                | Bobsleje              | Dwójki kobiet            | 3:50.71 min.                   | 19 lutego |
| Srebro | Reprezentacja Stanów Zjednoczonych w hokeju na lodzie kobiet                                                | Hokej na lodzie       | Turniej kobiet           | Porażka w finale z Kanadą 2:3. | 20 lutego |
| Srebro | Eduardo Alvarez J.R. Celski Christopher Creveling Jordan Malone                                             | Short track           | Sztafeta mężczyzn        | 6:42.371 min.                  | 21 lutego |
| Brąz   | Hannah Kearney                                                                                              | Narciarstwo dowolne   | Jazda po muldach kobiet  | 21.49 pkt.                     | 8 lutego  |
| Brąz   | Jeremy Abbot Jason Brown Marissa Castelli Meryl Davis Gracie Gold Simon Shnapir Ashley Wagner Charlie White | Łyżwiarstwo figurowe  | Zawody drużynowe         | 60.00 pkt.                     | 9 lutego  |
| Brąz   | Julia Mancuso                                                                                               | Narciarstwo alpejskie | Superkombinacja kobiet   | 2:35.15 min.                   | 10 lutego |
| Brąz   | Erin Hamlin                                                                                                 | Saneczkarstwo         | Jedynki kobiet           | 3:21.145 min.                  | 11 lutego |
| Brąz   | Kelly Clark                                                                                                 | Snowboarding          | Halfpipe kobiet          | 90.75 pkt.                     | 12 lutego |
| Brąz   | Nicholas Goepper                                                                                            | Narciarstwo dowolne   | Slopestyle mężczyzn      | 92.40 pkt.                     | 13 lutego |
| Brąz   | Matthew Antoine                                                                                             | Skeleton              | Mężczyźni                | 3:47.26 min.                   | 15 lutego |
| Brąz   | Bode Miller                                                                                                 | Narciarstwo alpejskie | Supergigant mężczyzn     | 1:18.67 min.                   | 16 lutego |
| Brąz   | Steven Holcomb Steven Langton                                                                               | Bobsleje              | Dwójki mężczyzn          | 3:46.27 min.                   | 17 lutego |
| Brąz   | Alex Deibold                                                                                                | Snowboarding          | Snowboard cross mężczyzn |                                | 18 lutego |
| Brąz   | Aja Evans Jamie Greubel                                                                                     | Bobsleje              | Dwójki kobiet            | 3:51.61 min.                   | 19 lutego |
| Brąz   | Chris Fogt Steven Holcomb Steven Langton Curtis Tomasevicz                                                  | Bobsleje              | Czwórki mężczyzn         | 3:40.99 min.                   | 23 lutego |

## Skład reprezentacji

### Biathlon

#### Mężczyźni
- Lowell Bailey
- Tim Burke
- Russell Currier
- Sean Doherty
- Leif Nordgren

| Konkurencja       | Zawodnik        | Czas      | Strzelanie | Miejsce |
| ----------------- | --------------- | --------- | ---------- | ------- |
| Sprint            | Lowell Bailey   | 26:04.1   | 1+1        | 35.     |
| Sprint            | Tim Burke       | 25:23.3   | 0+1        | 19.     |
| Sprint            | Russell Currier | 26:58.5   | 4+0        | 61.     |
| Sprint            | Sean Doherty    | -         | -          | -       |
| Sprint            | Leif Nordgren   | 26:17.4   | 0+0        | 45.     |
| Bieg pościgowy    | Lowell Bailey   | 36:34.8   | 0+1+1+1    | 38.     |
| Bieg pościgowy    | Tim Burke       | 35:37.0   | 1+0+0+1    | 22.     |
| Bieg pościgowy    | Russell Currier | -         | -          | -       |
| Bieg pościgowy    | Sean Doherty    | -         | -          | -       |
| Bieg pościgowy    | Leif Nordgren   | 39:31.4   | 3+2+1+1    | 53.     |
| Bieg indywidualny | Lowell Bailey   | 50:57.4   | 0+1+0+0    | 8.      |
| Bieg indywidualny | Tim Burke       | 54:21.2   | 0+2+0+2    | 44.     |
| Bieg indywidualny | Russell Currier | 55:07.5   | 2+2+0+0    | 50.     |
| Bieg indywidualny | Sean Doherty    | -         | -          | -       |
| Bieg indywidualny | Leif Nordgren   | 58:47.6   | 1+0+5+0    | 83.     |
| Bieg masowy       | Lowell Bailey   | 45:19.2   | 2+1+1+1    | 23.     |
| Bieg masowy       | Tim Burke       | 44:55.9   | 2+0+2+0    | 21.     |
| Bieg masowy       | Russell Currier | -         | -          | -       |
| Bieg masowy       | Sean Doherty    | -         | -          | -       |
| Bieg masowy       | Leif Nordgren   | -         | -          | -       |
| Sztafeta          | Lowell Bailey   | 1:17:39.1 | 3+12       | 16.     |
| Sztafeta          | Russell Currier | 1:17:39.1 | 3+12       | 16.     |
| Sztafeta          | Sean Doherty    | 1:17:39.1 | 3+12       | 16.     |
| Sztafeta          | Leif Nordgren   | 1:17:39.1 | 3+12       | 16.     |

#### Kobiety
- Lanny Barnes
- Annelies Cook
- Hannah Dreissigacker
- Susan Dunklee
- Sara Studebaker

| Konkurencja       | Zawodniczka          | Czas      | Miejsce |
| ----------------- | -------------------- | --------- | ------- |
| Sprint            | Lanny Barnes         | -         | -       |
| Sprint            | Annelies Cook        | 23:23.4   | 53.     |
| Sprint            | Hannah Dreissigacker | 23:55.0   | 65.     |
| Sprint            | Susan Dunklee        | 21:48.3   | 14.     |
| Sprint            | Sara Studebaker      | 22:59.5   | 44.     |
| Bieg pościgowy    | Lanny Barnes         | -         | -       |
| Bieg pościgowy    | Annelies Cook        | 36:20.9   | 54.     |
| Bieg pościgowy    | Hannah Dreissigacker | -         | -       |
| Bieg pościgowy    | Susan Dunklee        | 31:11.6   | 18.     |
| Bieg pościgowy    | Sara Studebaker      | 35:00.0   | 51.     |
| Bieg indywidualny | Lanny Barnes         | 53:02.2   | 64.     |
| Bieg indywidualny | Annelies Cook        | -         | -       |
| Bieg indywidualny | Hannah Dreissigacker | 47:51.7   | 23.     |
| Bieg indywidualny | Susan Dunklee        | 48:54.1   | 34.     |
| Bieg indywidualny | Sara Studebaker      | 50:53.4   | 55.     |
| Bieg masowy       | Lanny Barnes         | -         | -       |
| Bieg masowy       | Annelies Cook        | -         | -       |
| Bieg masowy       | Hannah Dreissigacker | -         | -       |
| Bieg masowy       | Susan Dunklee        | 36:57.9   | 12.     |
| Bieg masowy       | Sara Studebaker      | -         | -       |
| Sztafeta          | Annelies Cook        | 1:12:14.2 | 7.      |
| Sztafeta          | Hannah Dreissigacker | 1:12:14.2 | 7.      |
| Sztafeta          | Susan Dunklee        | 1:12:14.2 | 7.      |
| Sztafeta          | Sara Studebaker      | 1:12:14.2 | 7.      |

| Konkurencja       | Zawodnik             | Czas      | Strzelanie | Miejsce |
| ----------------- | -------------------- | --------- | ---------- | ------- |
| Sztafeta mieszana | Susan Dunklee        | 1:12:20.1 | 1+13       | 9.      |
| Sztafeta mieszana | Hannah Dreissigacker | 1:12:20.1 | 1+13       | 9.      |
| Sztafeta mieszana | Tim Burke            | 1:12:20.1 | 1+13       | 9.      |
| Sztafeta mieszana | Lowell Bailey        | 1:12:20.1 | 1+13       | 9.      |

### Biegi narciarskie

#### Mężczyźni
- Erik Bjornsen
- Kris Freeman
- Brian Gregg
- Simeon Hamilton
- Noah Hoffman
- Torin Koos
- Andrew Newell

| Konkurencja                         | Zawodnik                                                 | Kwalifikacje | Kwalifikacje | Ćwierćfinały | Ćwierćfinały | Półfinały | Półfinały | Finały    | Finały  |
| Konkurencja                         | Zawodnik                                                 | Czas         | Miejsce      | Czas         | Miejsce      | Czas      | Miejsce   | Czas      | Miejsce |
| ----------------------------------- | -------------------------------------------------------- | ------------ | ------------ | ------------ | ------------ | --------- | --------- | --------- | ------- |
| Bieg łączony                        | Erik Bjornsen                                            | —            | —            | —            | —            | —         | —         | 1:12:42.3 | 42.     |
| Bieg łączony                        | Kris Freeman                                             | —            | —            | —            | —            | —         | —         | 1:14:34.6 | 54.     |
| Bieg łączony                        | Brian Gregg                                              | —            | —            | —            | —            | —         | —         | 1:13:26.3 | 47.     |
| Bieg łączony                        | Noah Hoffman                                             | —            | —            | —            | —            | —         | —         | 1:11:28.1 | 35.     |
| Bieg indywidualny stylem klasycznym | Erik Bjornsen                                            | —            | —            | —            | —            | —         | —         | 41:44.7   | 35.     |
| Bieg indywidualny stylem klasycznym | Kris Freeman                                             | —            | —            | —            | —            | —         | —         | 42:54.8   | 52.     |
| Bieg indywidualny stylem klasycznym | Brian Gregg                                              | —            | —            | —            | —            | —         | —         | 42:42.0   | 47.     |
| Bieg indywidualny stylem klasycznym | Noah Hoffman                                             | —            | —            | —            | —            | —         | —         | 41:02.7   | 31.     |
| Bieg masowy stylem dowolnym         | Kris Freeman                                             | —            | —            | —            | —            | —         | —         | 1:59:46.7 | 57.     |
| Bieg masowy stylem dowolnym         | Brian Gregg                                              | —            | —            | —            | —            | —         | —         | 1:55:02.3 | 51.     |
| Bieg masowy stylem dowolnym         | Noah Hoffman                                             | —            | —            | —            | —            | —         | —         | 1:48:04.3 | 26.     |
| Bieg masowy stylem dowolnym         | Torin Koos                                               | —            | —            | —            | —            | —         | —         | DNS       | DNS     |
| Sztafeta                            | Erik Bjornsen Simeon Hamilton Noah Hoffman Andrew Newell | —            | —            | —            | —            | —         | —         | 1:33:15.1 | 11.     |
| Sprint stylem dowolnym              | Erik Bjornsen                                            | 3:40.39      | 39.          | NQ           | NQ           | NQ        | NQ        | NQ        | NQ      |
| Sprint stylem dowolnym              | Simeon Hamilton                                          | 3:36.12      | 21.          | 3:39.83      | 6.           | NQ        | NQ        | NQ        | NQ      |
| Sprint stylem dowolnym              | Torin Koos                                               | 3:40.27      | =37.         | NQ           | NQ           | NQ        | NQ        | NQ        | NQ      |
| Sprint stylem dowolnym              | Andrew Newell                                            | 3:35.52      | 17.          | 3:37.12      | 4.           | NQ        | NQ        | NQ        | NQ      |
| Sprint drużynowy stylem klasycznym  | Erik Bjornsen Simeon Hamilton                            | —            | —            | —            | —            | 23:29.14  | 5.        | 23:49.95  | 6.      |

#### Kobiety
- Sadie Maubet Bjornsen
- Holly Brooks
- Sophie Caldwell
- Jessica Diggins
- Kikkan Randall
- Ida Sargent
- Elizabeth Stephen

| Konkurencja                         | Zawodniczka                                                            | Kwalifikacje | Kwalifikacje | Ćwierćfinały | Ćwierćfinały | Półfinały | Półfinały | Finały    | Finały  |
| Konkurencja                         | Zawodniczka                                                            | Czas         | Miejsce      | Czas         | Miejsce      | Czas      | Miejsce   | Czas      | Miejsce |
| ----------------------------------- | ---------------------------------------------------------------------- | ------------ | ------------ | ------------ | ------------ | --------- | --------- | --------- | ------- |
| Bieg łączony                        | Sadie Maubet Bjornsen                                                  | —            | —            | —            | —            | —         | —         | 41:09.7   | 31.     |
| Bieg łączony                        | Holly Brooks                                                           | —            | —            | —            | —            | —         | —         | 42:34.0   | 47.     |
| Bieg łączony                        | Jessica Diggins                                                        | —            | —            | —            | —            | —         | —         | 40:05.5   | 8.      |
| Bieg łączony                        | Elizabeth Stephen                                                      | —            | —            | —            | —            | —         | —         | 40:09.6   | 12.     |
| Bieg indywidualny stylem klasycznym | Sadie Maubet Bjornsen                                                  | —            | —            | —            | —            | —         | —         | 29:59.7   | 18.     |
| Bieg indywidualny stylem klasycznym | Holly Brooks                                                           | —            | —            | —            | —            | —         | —         | 31:19.1   | 35.     |
| Bieg indywidualny stylem klasycznym | Sophie Caldwell                                                        | —            | —            | —            | —            | —         | —         | 31:11.4   | 32.     |
| Bieg indywidualny stylem klasycznym | Ida Sargent                                                            | —            | —            | —            | —            | —         | —         | 31:15.1   | 34.     |
| Bieg masowy stylem dowolnym         | Holly Brooks                                                           | —            | —            | —            | —            | —         | —         | 1:14:58.3 | 27.     |
| Bieg masowy stylem dowolnym         | Jessica Diggins                                                        | —            | —            | —            | —            | —         | —         | 1:18:13.0 | 40.     |
| Bieg masowy stylem dowolnym         | Kikkan Randall                                                         | —            | —            | —            | —            | —         | —         | 1:15:10.7 | 28.     |
| Bieg masowy stylem dowolnym         | Elizabeth Stephen                                                      | —            | —            | —            | —            | —         | —         | 1:14:11.8 | 24.     |
| Sztafeta                            | Sadie Maubet Bjornsen Jessica Diggins Kikkan Randall Elizabeth Stephen | —            | —            | —            | —            | —         | —         | 55:33.4   | 9.      |
| Sprint stylem dowolnym              | Sophie Caldwell                                                        | 2:35.18      | 9.           | 2:37.21      | 2.           | 2:36.67   | 2.        | 2:47.75   | 6.      |
| Sprint stylem dowolnym              | Jessica Diggins                                                        | 2:35.64      | 12.          | 2:38.06      | 3.           | NQ        | NQ        | NQ        | NQ      |
| Sprint stylem dowolnym              | Kikkan Randall                                                         | 2:36.67      | 18.          | 2:35.70      | 4.           | NQ        | NQ        | NQ        | NQ      |
| Sprint stylem dowolnym              | Ida Sargent                                                            | 2:39.80      | 26.          | 2:39.05      | 4.           | NQ        | NQ        | NQ        | NQ      |
| Sprint drużynowy stylem klasycznym  | Sophie Caldwell Kikkan Randall                                         | —            | —            | —            | —            | 16:51.36  | 3.        | 16:48.08  | 8.      |

### Bobsleje

#### Mężczyźni
- Cory Butner
- Nick Cunningham
- Chris Fogt
- Steven Holcomb
- Steve Langton
- Justin Olsen
- Johnny Quinn
- Dallas Robinson
- Curtis Tomasevicz

| Konkurencja      | Zawodnicy                                                 | 1. przejazd | 1. przejazd | 2. przejazd | 2. przejazd | 3. przejazd | 3. przejazd | 4. przejazd | 4. przejazd | Suma    | Suma    |
| Konkurencja      | Zawodnicy                                                 | Czas        | Miejsce     | Czas        | Miejsce     | Czas        | Miejsce     | Czas        | Miejsce     | Czas    | Miejsce |
| ---------------- | --------------------------------------------------------- | ----------- | ----------- | ----------- | ----------- | ----------- | ----------- | ----------- | ----------- | ------- | ------- |
| Dwójki mężczyzn  | Cory Butner Chris Fogt                                    | 56.45       | 3.          | 57.11       | 16.         | 56.77       | =11.        | 56.86       | 12.         | 3:47.19 | 12.     |
| Dwójki mężczyzn  | Nick Cunningham Dallas Robinson                           | 56.73       | 12.         | 57.07       | 15.         | 56.98       | 14.         | 56.91       | 13.         | 3:47.69 | 13.     |
| Dwójki mężczyzn  | Steve Holcomb Steven Langton                              | 56.34       | 2.          | 56.84       | 8.          | 56.41       | 3.          | 56.68       | 4.          | 3:46.27 | brąz    |
| Czwórki mężczyzn | Nick Cunningham Justin Olsen Johnny Quinn Dallas Robinson | 55.61       | 14.         | 55.48       | 12.         | 55.97       | =17.        | 55.64       | 11.         | 3:42.70 | 12.     |
| Czwórki mężczyzn | Chris Fogt Steven Holcomb Steve Langton Curtis Tomasevicz | 54.89       | 3.          | 55.47       | =9.         | 55.30       | 4.          | 55.33       | 4.          | 3:40.99 | brąz    |

#### Kobiety
- Aja Evans
- Jazmine Fenlator
- Jamie Gruebel
- LoLo Jones
- Elana Meyers
- Lauryn Williams

| Konkurencja   | Zawodniczki                  | 1. przejazd | 1. przejazd | 2. przejazd | 2. przejazd | 3. przejazd | 3. przejazd | 4. przejazd | 4. przejazd | Suma    | Suma    |
| Konkurencja   | Zawodniczki                  | Czas        | Miejsce     | Czas        | Miejsce     | Czas        | Miejsce     | Czas        | Miejsce     | Czas    | Miejsce |
| ------------- | ---------------------------- | ----------- | ----------- | ----------- | ----------- | ----------- | ----------- | ----------- | ----------- | ------- | ------- |
| Dwójki kobiet | Aja Evans Jamie Greubel      | 57.45       | 3.          | 58.00       | 3.          | 58.00       | 3.          | 58.16       | 5.          | 3:51.61 | brąz    |
| Dwójki kobiet | Jazmine Fenlator LoLo Jones  | 58.27       | 11.         | 58.46       | 12.         | 58.50       | 10.         | 58.74       | =12.        | 3:53.97 | 11.     |
| Dwójki kobiet | Elana Meyers Lauryn Williams | 57.26       | 1.          | 57.63       | 1.          | 57.69       | 2.          | 58.13       | =3.         | 3:50.71 | srebro  |

### Curling

#### Kobiety
- Erika Brown
- Debbie McCormick
- Jessica Schultz
- Ann Swisshelm
- Allison Pottinger

| 1          | 2     | 3               | 4   | 6       | 7     | 9       | 10     | 11               |   |   |     |
| Szwajcaria | Rosja | Wielka Brytania |     | Japonia | Dania | Szwecja | Kanada | Korea Południowa |   |   |     |
| 4:7        | 7:9   | 3:12            | 4:7 | 8:6     | 2:9   | 6:7     | 6:7    | 2:11             | 1 | 8 | 10. |

#### Mężczyźni
- John Shuster
- Jeff Isaacson
- Jared Zezel
- John Landsteiner
- Craig Brown

| 2        | 3   | 4     | 6               | 7      | 8     | 10     | 11      | 12         |   |   |    |
| Norwegia |     | Dania | Wielka Brytania | Niemcy | Rosja | Kanada | Szwecja | Szwajcaria |   |   |    |
| 4:7      | 4:9 | 9:5   | 3:5             | 8:5    | 6:7   | 6:8    | 4:6     | 3:6        | 2 | 7 | 9. |

### Hokej na lodzie

#### Kobiety
Bramkarki
- Brianne McLaughlin (Burlington Barracudas)
- Molly Schaus (Boston Blades)
- Jessie Vetter (Oregon Outlaws)

Obrona
- Lee Stecklein (Minnesota Golden Gophers)
- Megan Bozek (Minnesota Golden Gophers)
- Anne Schleper (Boston Blades)
- Gigi Marvin (Boston Blades)
- Kacey Bellamy (Boston Blades)
- Michelle Picard (Harvard Crimson)
- Josephine Pucci (Harvard Crimson)

Napad
- Monique Lamoureaux (University of North Dakota)
- Meghan Duggan (Boston Blades)
- Julie Chu (Montreal Stars)
- Brianna Decker (Wisconsin Badgers)
- Kelli Stack (Boston Blades)
- Jocelyne Lamoureux (University of North Dakota)
- Lyndsey Fry (Harvard Crimson)
- Hilary Knight (Boston Blades)
- Alex Carpenter (Boston College Eagles)
- Kendall Coyne (Northeastern Huskies)
- Amanda Kessel (Minnesota Golden Gophers)

| Stany Zjednoczone | Grupa A   | Grupa A    | Grupa A | Półfinał | Finał  | Miejsce |
| ----------------- | --------- | ---------- | ------- | -------- | ------ | ------- |
| Stany Zjednoczone | Finlandia | Szwajcaria | Kanada  | Szwecja  | Kanada | Miejsce |
| Stany Zjednoczone | 3:1       | 9:0        | 2:3     | 6:1      | 2:3    | srebro  |

#### Mężczyźni
Bramkarze
- Jonathan Quick (Los Angeles Kings)
- Jimmy Howard (Detroit Red Wings)
- Ryan Miller (Buffalo Sabres)

Obrona
- Cam Fowler (Anaheim Ducks)
- John Carlson (Washington Capitals)
- Paul Martin (Pittsburgh Penguins)
- Ryan Suter (Minnesota Wild)
- Kevin Shattenkirk (St. Louis Blues)
- Ryan McDonagh (New York Rangers)
- Brooks Orpik (Pittsburgh Penguins)
- Justin Faulk (Carolina Hurricanes)

Napad
- Joe Pavelski (San Jose Sharks)
- Zach Parise (Minnesota Wild)
- Derek Stepan (New York Rangers)
- Ryan Kesler (Vancouver Canucks)
- James van Riemsdyk (Toronto Maple Leafs)
- Dustin Brown (Los Angeles Kings)
- Ryan Callahan (New York Rangers)
- Paul Stastny (Colorado Avalanche)
- Blake Wheeler (Winnipeg Jets)
- David Backes (St. Louis Blues)
- Max Pacioretty (Montreal Canadiens)
- T.J. Oshie (St. Louis Blues)
- Phil Kessel (Toronto Maple Leafs)
- Patrick Kane (Chicago Blackhawks)

| Stany Zjednoczone | Grupa A  | Grupa A | Grupa A  | Ćwierćfinał | Półfinał | Mecz o trzecie miejsce | Miejsce |
| ----------------- | -------- | ------- | -------- | ----------- | -------- | ---------------------- | ------- |
| Stany Zjednoczone | Słowacja | Rosja   | Słowenia | Czechy      | Kanada   | Finlandia              | Miejsce |
| Stany Zjednoczone | 7:1      | 3:2     | 5:1      | 5:2         | 0:1      | 0:5                    | 4.      |

### Łyżwiarstwo figurowe
- Jeremy Abbott
- Nathan Bartholomay
- Evan Bates
- Jason Brown
- Alex Shibutani
- Simon Shnapir
- Charlie White
- Marissa Castelli
- Madison Chock
- Meryl Davis
- Polina Edmunds
- Gracie Gold
- Maia Shibutani
- Ashley Wagner
- Felicia Zhang

| Konkurencja   | Zawodnicy                        | PK/TOr | PK/TOr  | PD/TD  | PD/TD   | Suma   | Suma    |
| Konkurencja   | Zawodnicy                        | Punkty | Miejsce | Punkty | Miejsce | Punkty | Miejsce |
| ------------- | -------------------------------- | ------ | ------- | ------ | ------- | ------ | ------- |
| Soliści       | Jeremy Abbott                    | 72.58  | 15.     | 160.12 | 8.      | 232.70 | 12.     |
| Soliści       | Jason Brown                      | 86.00  | 6.      | 152.37 | 11.     | 238.37 | 9.      |
| Solistki      | Polina Edmunds                   | 61.04  | 7.      | 122.21 | 9.      | 183.25 | 9.      |
| Solistki      | Gracie Gold                      | 68.63  | 4.      | 136.90 | 5.      | 205.53 | 4.      |
| Solistki      | Ashley Wagner                    | 65.21  | 6.      | 127.99 | 7.      | 193.20 | 7.      |
| Pary sportowe | Felicia Zhang Nathan Bartholomay | 56.90  | 14.     | 110.31 | 12.     | 167.21 | 12.     |
| Pary sportowe | Marissa Castelli Simon Shnapir   | 67.44  | 9.      | 120.38 | 9.      | 187.82 | 9.      |
| Pary taneczne | Madison Chock Evan Bates         | 65.46  | 8.      | 99.18  | 8.      | 164.64 | 8.      |
| Pary taneczne | Meryl Davis Charlie White        | 78.89  | 1.      | 116.63 | 1.      | 195.52 | złoto   |
| Pary taneczne | Maia Shibutani Alex Shibutani    | 64.47  | 9.      | 90.70  | 10.     | 155.17 | 9.      |

Drużynowo
| Konkurencja      | Zawodnik | Soliści       | Soliści        | Solistki      | Solistki       | Pary sportowe | Pary sportowe  | Pary taneczne  | Pary taneczne   | Wynik  | Wynik   |
| Konkurencja      | Zawodnik | SP            | FS             | SP            | FS             | SP            | FS             | SD             | FD              | Punkty | Miejsce |
| ---------------- | --- | ------------- | -------------- | ------------- | -------------- | ------------- | -------------- | -------------- | --------------- | ------ | ------- |
| Zawody drużynowe | Jeremy Abbott (M) Jason Brown (M) Gracie Gold (K) Ashley Wagner (K) Marissa Castelli / Simon Shnapir (PS) Meryl Davis / Charlie White (PT) | 65.65 (4 pkt) | 153.67 (7 pkt) | 63.10 (7 pkt) | 129.38 (9 pkt) | 64.25 (6 pkt) | 117.94 (7 pkt) | 75.98 (10 pkt) | 114.34 (10 pkt) | 60     | brąz    |

### Łyżwiarstwo szybkie

#### Mężczyźni
- Shani Davis
- Tucker Fredricks
- Jonathan Garcia
- Brian Hansen
- Jonathan Kuck
- Emery Lehman
- Joey Mantia
- Patrick Meek
- Mitchell Whitmore

| Zawodnik          | Konkurencja | Wyścig 1. | Wyścig 1. | Wyścig 2. | Wyścig 2. | Finał    | Finał   |
| Zawodnik          | Konkurencja | Czas      | Miejsce   | Czas      | Miejsce   | Czas     | Miejsce |
| ----------------- | ----------- | --------- | --------- | --------- | --------- | -------- | ------- |
| Shani Davis       | 500 m       | 35.39     | 22.       | 35.59     | 28.       | 70.98    | 24.     |
| Shani Davis       | 1000 m      | —         | —         | —         | —         | 1:09.12  | 8.      |
| Shani Davis       | 1500 m      | —         | —         | —         | —         | 1:45.98  | 11.     |
| Tucker Fredricks  | 500 m       | 35.27     | =18.      | 35.72     | 37.       | 70.99    | 26.     |
| Jonathan Garcia   | 1000 m      | —         | —         | —         | —         | 1:10.74  | 28.     |
| Brian Hansen      | 500 m       | 35.65     | 33.       | DNS       | DNS       | DNF      | DNF     |
| Brian Hansen      | 1000 m      | —         | —         | —         | —         | 1:09.21  | 9.      |
| Brian Hansen      | 1500 m      | —         | —         | —         | —         | 1:45.59  | 7.      |
| Jonathan Kuck     | 1500 m      | —         | —         | —         | —         | 1:50.19  | 37.     |
| Jonathan Kuck     | 5000 m      | —         | —         | —         | —         | 6:31.53  | 19.     |
| Emery Lehman      | 5000 m      | —         | —         | —         | —         | 6:29.94  | 16.     |
| Emery Lehman      | 10 000 m    | —         | —         | —         | —         | 13:28.67 | 10.     |
| Joey Mantia       | 1000 m      | —         | —         | —         | —         | 1:09.72  | 15.     |
| Joey Mantia       | 1500 m      | —         | —         | —         | —         | 1:48.01  | 22.     |
| Patrick Meek      | 5000 m      | —         | —         | —         | —         | 6:32.94  | 20.     |
| Patrick Meek      | 10 000 m    | —         | —         | —         | —         | 13:28.72 | 11.     |
| Mitchell Whitmore | 500 m       | 35.34     | 20.       | 35.71     | 35.       | 71.06    | 27.     |

| Zawodnicy                                          | Konkurencja    | Ćwierćfinał      | Półfinał         | Finał                          | Finał   |
| Zawodnicy                                          | Konkurencja    | Przeciwnicy Czas | Przeciwnicy Czas | Przeciwnicy Czas               | Miejsce |
| -------------------------------------------------- | -------------- | ---------------- | ---------------- | ------------------------------ | ------- |
| Shani Davis Brian Hansen Jonathan Kuck Joey Mantia | Bieg drużynowy | Kanada P 3:46.82 | NQ               | O 7. miejsce Francja W 3:46.50 | 7.      |

#### Kobiety
- Brittany Bowe
- Lauren Cholewinski
- Kelly Gunther
- Maria Lamb
- Heather Richardson
- Anna Ringsred
- Jilleanne Rookard
- Sugar Todd

| Konkurencja        | Zawodniczka | Wyścig 1. | Wyścig 1. | Wyścig 2. | Wyścig 2. | Finał   | Finał   |
| Konkurencja        | Zawodniczka | Czas      | Miejsce   | Czas      | Miejsce   | Czas    | Miejsce |
| ------------------ | ----------- | --------- | --------- | --------- | --------- | ------- | ------- |
| Brittany Bowe      | 500 m       | 38.81     | 17.       | 38.37     | 10.       | 77.19   | 13.     |
| Brittany Bowe      | 1000 m      | —         | —         | —         | —         | 1:15.47 | 8.      |
| Brittany Bowe      | 1500 m      | —         | —         | —         | —         | 1:58.31 | 14.     |
| Lauren Cholewinski | 500 m       | 38.54     | 12.       | 38.80     | =19.      | 77.35   | 15.     |
| Kelly Gunther      | 1000 m      | —         | —         | —         | —         | 1:19.43 | 33.     |
| Maria Lamb         | 5000 m      | —         | —         | —         | —         | 7:29.64 | 16.     |
| Heather Richardson | 500 m       | 37.73     | 4.        | 38.02     | 8.        | 75.75   | 8.      |
| Heather Richardson | 1000 m      | —         | —         | —         | —         | 1:15.23 | 7.      |
| Heather Richardson | 1500 m      | —         | —         | —         | —         | 1:57.60 | 7.      |
| Anna Ringsred      | 3000 m      | —         | —         | —         | —         | 4:21.51 | 26.     |
| Jilleanne Rookard  | 1500 m      | —         | —         | —         | —         | 1:59.15 | 18.     |
| Jilleanne Rookard  | 3000 m      | —         | —         | —         | —         | 4:10.02 | 10.     |
| Sugar Todd         | 500 m       | 39.28     | 28.       | 39.25     | =27.      | 78.53   | 29.     |
| Sugar Todd         | 1000 m      | —         | —         | —         | —         | 1:19.13 | 32.     |

| Zawodniczki                                                      | Konkurencja    | Ćwierćfinał        | Półfinał           | Finał                         | Finał   |
| Zawodniczki                                                      | Konkurencja    | Przeciwniczki Czas | Przeciwniczki Czas | Przeciwniczki Czas            | Miejsce |
| ---------------------------------------------------------------- | -------------- | ------------------ | ------------------ | ----------------------------- | ------- |
| Brittany Bowe Kelly Gunther Heather Richardson Jilleanne Rookard | Bieg drużynowy | Holandia P 3:02.21 | NQ                 | O 5. miejsce Kanada P 3:03.77 | 6.      |

### Kombinacja norweska
- Bill Demong
- Bryan Fletcher
- Taylor Fletcher
- Todd Lodwick

| Konkurencja             | Zawodnik                                                | Skok   | Skok    | Bieg    | Bieg    | Miejsce |
| Konkurencja             | Zawodnik                                                | Punkty | Miejsce | Czas    | Miejsce | Miejsce |
| ----------------------- | ------------------------------------------------------- | ------ | ------- | ------- | ------- | ------- |
| Skocznia normalna/10 km | Bill Demong                                             | 108.2  | =31.    | 24:06.8 | 21.     | 24.     |
| Skocznia normalna/10 km | Bryan Fletcher                                          | 105.6  | 41.     | 24:01.7 | 19.     | 26.     |
| Skocznia normalna/10 km | Taylor Fletcher                                         | 92.9   | 46.     | 23:48.9 | 11.     | 33.     |
| Skocznia normalna/10 km | Todd Lodwick                                            | 108.0  | 34.     | DNS     | DNS     | DNF     |
| Skocznia duża/10 km     | Bill Demong                                             | 94.5   | 38.     | 23:23.3 | 25.     | 31.     |
| Skocznia duża/10 km     | Bryan Fletcher                                          | 99.3   | =27.    | 22:53.3 | 15.     | 22.     |
| Skocznia duża/10 km     | Taylor Fletcher                                         | 95.8   | 35.     | 22:31.6 | 6.      | 20.     |
| Skocznia duża/10 km     | Todd Lodwick                                            | 98.8   | 30.     | DNS     | DNS     | DNF     |
| Drużynowo               | Bill Demong Bryan Fletcher Taylor Fletcher Todd Lodwick | 397.6  | 8.      | 47:43.1 | 6.      | 8.      |

### Narciarstwo alpejskie

#### Mężczyźni
- David Chodounsky
- Travis Ganong
- Jared Goldberg
- Tim Jitloff
- Nolan Kasper
- Ted Ligety
- Bode Miller
- Steven Nyman
- Marco Sullivan
- Andrew Weibrecht

| Konkurencja     | Zawodnik         | Zjazd 1. | Zjazd 1. | Zjazd 2. | Zjazd 2. | Suma    | Miejsce |
| Konkurencja     | Zawodnik         | Czas     | Miejsce  | Czas     | Miejsce  | Suma    | Miejsce |
| --------------- | ---------------- | -------- | -------- | -------- | -------- | ------- | ------- |
| Zjazd           | Travis Ganong    | —        | —        | —        | —        | 2:06.64 | 5.      |
| Zjazd           | Bode Miller      | —        | —        | —        | —        | 2:06.75 | 8.      |
| Zjazd           | Steven Nyman     | —        | —        | —        | —        | 2:09.15 | 27.     |
| Zjazd           | Marco Sullivan   | —        | —        | —        | —        | 2:10.10 | 30.     |
| Supergigant     | Travis Ganong    | —        | —        | —        | —        | 1:20.02 | 23.     |
| Supergigant     | Ted Ligety       | —        | —        | —        | —        | 1:19.48 | 14.     |
| Supergigant     | Bode Miller      | —        | —        | —        | —        | 1:18.67 | brąz    |
| Supergigant     | Andrew Weibrecht | —        | —        | —        | —        | 1:18.44 | srebro  |
| Slalom gigant   | Jared Goldberg   | 1:23.66  | 27.      | 1:23.82  | 6.       | 2:47.48 | 19.     |
| Slalom gigant   | Tim Jitloff      | 1:23.21  | 21.      | 1:23.90  | 8.       | 2:47.13 | 15.     |
| Slalom gigant   | Ted Ligety       | 1:21.08  | 1.       | 1:24.21  | 14.      | 2:45.29 | złoto   |
| Slalom gigant   | Bode Miller      | 1:23.64  | 26.      | 1:24.18  | 13.      | 2:47.82 | 20.     |
| Slalom          | David Chodounsky | DNF      | DNF      | DNF      | DNF      | DNF     | DNF     |
| Slalom          | Nolan Kasper     | 48.70    | 18.      | 55.52    | =10.     | 1:44.22 | 13.     |
| Slalom          | Ted Ligety       | 47.56    | 6.       | DNF      | DNF      | DNF     | DNF     |
| Superkombinacja | Jared Goldberg   | 1:54.90  | 15.      | 52.39    | 10.      | 2:47.29 | 11.     |
| Superkombinacja | Ted Ligety       | 1:55.17  | 18.      | 52.22    | 8.       | 2:47.39 | 12.     |
| Superkombinacja | Bode Miller      | 1:54.67  | 12.      | 51.93    | 7.       | 2:46.60 | 6.      |
| Superkombinacja | Andrew Weibrecht | 1:55.33  | 20.      | DNF      | DNF      | DNF     | DNF     |

#### Kobiety
- Stacey Cook
- Julia Ford
- Julia Mancuso
- Megan McJames
- Laurenne Ross
- Mikaela Shiffrin
- Leanne Smith
- Resi Stiegler
- Jacqueline Wiles

| Konkurencja     | Zawodniczka      | Zjazd 1. | Zjazd 1. | Zjazd 2. | Zjazd 2. | Suma    | Miejsce |
| Konkurencja     | Zawodniczka      | Czas     | Miejsce  | Czas     | Miejsce  | Suma    | Miejsce |
| --------------- | ---------------- | -------- | -------- | -------- | -------- | ------- | ------- |
| Zjazd           | Stacey Cook      | —        | —        | —        | —        | 1:43.05 | 17.     |
| Zjazd           | Julia Mancuso    | —        | —        | —        | —        | 1:42.56 | 8.      |
| Zjazd           | Laurenne Ross    | —        | —        | —        | —        | 1:42.68 | 11.     |
| Zjazd           | Jacqueline Wiles | —        | —        | —        | —        | 1:44.35 | 26.     |
| Supergigant     | Stacey Cook      | —        | —        | —        | —        | DNF     | DNF     |
| Supergigant     | Julia Mancuso    | —        | —        | —        | —        | 1:27.04 | 8.      |
| Supergigant     | Laurenne Ross    | —        | —        | —        | —        | DNF     | DNF     |
| Supergigant     | Leanne Smith     | —        | —        | —        | —        | 1:28.38 | 18.     |
| Slalom gigant   | Julia Mancuso    | DNF      | DNF      | DNF      | DNF      | DNF     | DNF     |
| Slalom gigant   | Megan McJames    | 1:22.77  | 33.      | 1:21.60  | 30.      | 2:44.37 | 30.     |
| Slalom gigant   | Mikaela Shiffrin | 1:18.79  | 5.       | 1:18.58  | 6.       | 2:37.37 | 5.      |
| Slalom gigant   | Resi Stiegler    | 1:22.68  | 32.      | 1:21.38  | 29.      | 2:44.07 | 29.     |
| Slalom          | Julia Ford       | 58.88    | 30.      | 53.99    | 24.      | 1:52.87 | 24.     |
| Slalom          | Megan McJames    | DNF      | DNF      | DNF      | DNF      | DNF     | DNF     |
| Slalom          | Mikaela Shiffrin | 52.62    | 1.       | 51.92    | 6.       | 1:44.54 | złoto   |
| Slalom          | Resi Stiegler    | 56.81    | 20.      | DNF      | DNF      | DNF     | DNF     |
| Superkombinacja | Stacey Cook      | DNF      | DNF      | DNF      | DNF      | DNF     | DNF     |
| Superkombinacja | Julia Mancuso    | 1:42.68  | 1.       | 52.47    | 13.      | 2:35.15 | brąz    |
| Superkombinacja | Laurenne Ross    | DNF      | DNF      | DNF      | DNF      | DNF     | DNF     |
| Superkombinacja | Leanne Smith     | 1:45.06  | 20.      | DNF      | DNF      | DNF     | DNF     |

### Narciarstwo dowolne

#### Mężczyźni
- Aaron Blunck
- Mac Bohonnon
- Bobby Brown
- Joss Christensen
- Lyman Currier
- Patrick Deneen
- Nicholas Goepper
- Gus Kenworthy
- John Teller
- Bradley Wilson
- David Wise
- Torin Yater-Wallace

| Konkurencja | Zawodnik            | Kwalifikacje | Kwalifikacje | Finały       | Finały  |
| Konkurencja | Zawodnik            | Wynik        | Miejsce      | Wynik        | Miejsce |
| ----------- | ------------------- | ------------ | ------------ | ------------ | ------- |
| Halfpipe    | Aaron Blunck        | 69.40, 72.00 | 12.          | 68.60, 79.40 | 7.      |
| Halfpipe    | Lyman Currier       | 4.20, 12.60  | 28.          | NQ           | NQ      |
| Halfpipe    | David Wise          | 88.40, 68.60 | 2.           | 92.00, 3.40  | złoto   |
| Halfpipe    | Torin Yater-Wallace | 7.00, 39.00  | 26.          | NQ           | NQ      |
| Slopestyle  | Bobby Brown         | 3.40, 83.00  | 12.          | 29.20, 78.40 | 9.      |
| Slopestyle  | Joss Christensen    | 91.00, 93.20 | 1.           | 95.80, 93.80 | złoto   |
| Slopestyle  | Nicholas Goepper    | 14.80, 87.00 | 4.           | 92.40, 61.80 | brąz    |
| Slopestyle  | Gus Kenworthy       | 86.40, 85.80 | 5.           | 31.00, 93.60 | srebro  |

| Konkurencja      | Zawodnik       | Kwalifikacje | Kwalifikacje | Kwalifikacje | Kwalifikacje | Finały     | Finały     | Finały     | Finały     | Finały     | Finały     |
| Konkurencja      | Zawodnik       | Przejazd 1   | Przejazd 1   | Przejazd 2   | Przejazd 2   | Przejazd 1 | Przejazd 1 | Przejazd 2 | Przejazd 2 | Przejazd 3 | Przejazd 3 |
| Konkurencja      | Zawodnik       | Wynik        | Miejsce      | Wynik        | Miejsce      | Wynik      | Miejsce    | Wynik      | Miejsce    | Wynik      | Miejsce    |
| ---------------- | -------------- | ------------ | ------------ | ------------ | ------------ | ---------- | ---------- | ---------- | ---------- | ---------- | ---------- |
| Jazda po muldach | Patrick Deneen | 10.36        | 25.          | 22.38        | 1.           | 22.27      | 9.         | 23.32      | 6.         | 22.16      | 6.         |
| Jazda po muldach | Bradley Wilson | 21.68        | 8.           | —            | —            | 9.90       | 20.        | NQ         | NQ         | NQ         | NQ         |

| Konkurencja        | Zawodnik     | Kwalifikacje | Kwalifikacje | Kwalifikacje | Kwalifikacje | Finały | Finały  | Finały | Finały  | Finały | Finały  |
| Konkurencja        | Zawodnik     | Skok 1       | Skok 1       | Skok 2       | Skok 2       | Skok 1 | Skok 1  | Skok 2 | Skok 2  | Skok 3 | Skok 3  |
| Konkurencja        | Zawodnik     | Wynik        | Miejsce      | Wynik        | Miejsce      | Wynik  | Miejsce | Wynik  | Miejsce | Wynik  | Miejsce |
| ------------------ | ------------ | ------------ | ------------ | ------------ | ------------ | ------ | ------- | ------ | ------- | ------ | ------- |
| Skoki akrobatyczne | Mac Bohonnon | 104.79       | 11.          | 110.18       | 6.           | 105.21 | 7.      | 113.72 | 5.      | NQ     | NQ      |

| Konkurencja | Zawodnik    | Kwalifikacje | Kwalifikacje | 1/8 finału | Ćwierćfinał | Półfinał | Finał   | Finał                |
| Konkurencja | Zawodnik    | Wynik        | Miejsce      | Miejsce    | Miejsce     | Miejsce  | Miejsce | Klasyfikacja końcowa |
| ----------- | ----------- | ------------ | ------------ | ---------- | ----------- | -------- | ------- | -------------------- |
| Skicross    | John Teller | 1:18.14      | 20.          | DNF        | NQ          | NQ       | NQ      | 28.                  |

#### Kobiety
- Maddie Bowman
- Ashley Caldwell
- Emily Cook
- Annalisa Drew
- Keri Herman
- Hannah Kearney
- Heidi Kloser
- Julia Krass
- Devin Logan
- Heather McPhie
- Eliza Outtrim
- Brita Sigourney
- Angeli Vanlaanen

| Konkurencja | Zawodniczka      | Kwalifikacje | Kwalifikacje | Finały       | Finały  |
| Konkurencja | Zawodniczka      | Wynik        | Miejsce      | Wynik        | Miejsce |
| ----------- | ---------------- | ------------ | ------------ | ------------ | ------- |
| Halfpipe    | Maddie Bowman    | 85.60, 85.20 | 3.           | 85.80, 89.00 | złoto   |
| Halfpipe    | Annalisa Drew    | 61.20, 72.40 | 11.          | 66.40, 9.60  | 9.      |
| Halfpipe    | Brita Sigourney  | 87.00, 80.40 | 2.           | 27.80, 76.00 | 6.      |
| Halfpipe    | Angeli Vanlaanen | 68.20, 83.00 | 5.           | 13.80, 29.60 | 11.     |
| Slopestyle  | Keri Herman      | 27.40, 72.40 | 11.          | 50.00, 35.40 | 10.     |
| Slopestyle  | Julia Krass      | 78.40, 39.20 | 8.           | 42.40, 38.60 | 11.     |
| Slopestyle  | Devin Logan      | 79.40, 80.40 | 5.           | 85.40, 30.00 | srebro  |

| Konkurencja      | Zawodniczka    | Kwalifikacje | Kwalifikacje | Kwalifikacje | Kwalifikacje | Finały     | Finały     | Finały     | Finały     | Finały     | Finały     |
| Konkurencja      | Zawodniczka    | Przejazd 1   | Przejazd 1   | Przejazd 2   | Przejazd 2   | Przejazd 1 | Przejazd 1 | Przejazd 2 | Przejazd 2 | Przejazd 3 | Przejazd 3 |
| Konkurencja      | Zawodniczka    | Wynik        | Miejsce      | Wynik        | Miejsce      | Wynik      | Miejsce    | Wynik      | Miejsce    | Wynik      | Miejsce    |
| ---------------- | -------------- | ------------ | ------------ | ------------ | ------------ | ---------- | ---------- | ---------- | ---------- | ---------- | ---------- |
| Jazda po muldach | Hannah Kearney | 23.05        | 1.           | —            | —            | 20.95      | 7.         | 21.93      | 1.         | 21.49      | brąz       |
| Jazda po muldach | Heidi Kloser   | DNS          | DNS          | DNS          | DNS          | DNS        | DNS        | DNS        | DNS        | DNS        | DNS        |
| Jazda po muldach | Heather McPhie | 19.92        | 14.          | 18.85        | 6.           | 20.05      | 13.        | NQ         | NQ         | NQ         | NQ         |
| Jazda po muldach | Eliza Outtrim  | 21.51        | 4.           | —            | —            | 21.81      | 2.         | 21.53      | 5.         | 19.37      | 6.         |

| Konkurencja        | Zawodniczka     | Kwalifikacje | Kwalifikacje | Kwalifikacje | Kwalifikacje | Finały | Finały  | Finały | Finały  | Finały | Finały  |
| Konkurencja        | Zawodniczka     | Skok 1       | Skok 1       | Skok 2       | Skok 2       | Skok 1 | Skok 1  | Skok 2 | Skok 2  | Skok 3 | Skok 3  |
| Konkurencja        | Zawodniczka     | Wynik        | Miejsce      | Wynik        | Miejsce      | Wynik  | Miejsce | Wynik  | Miejsce | Wynik  | Miejsce |
| ------------------ | --------------- | ------------ | ------------ | ------------ | ------------ | ------ | ------- | ------ | ------- | ------ | ------- |
| Skoki akrobatyczne | Ashley Caldwell | 101.25       | 1.           | —            | —            | 72.80  | 10.     | NQ     | NQ      | NQ     | NQ      |
| Skoki akrobatyczne | Emily Cook      | 80.01        | 5.           | —            | —            | 82.21  | 6.      | 64.50  | 8.      | NQ     | NQ      |

### Saneczkarstwo
- Preston Griffall
- Aidan Kelly
- Chris Mazdzer
- Matthew Mortensen
- Christian Niccum
- Jayson Terdiman
- Tucker West
- Summer Britcher
- Erin Hamlin
- Kate Hansen

| Konkurencja      | Zawodnik                                                   | 1. przejazd | 1. przejazd | 2. przejazd | 2. przejazd | 3. przejazd | 3. przejazd | 4. przejazd | 4. przejazd | Suma     | Suma    |
| Konkurencja      | Zawodnik                                                   | Czas        | Miejsce     | Czas        | Miejsce     | Czas        | Miejsce     | Czas        | Miejsce     | Czas     | Miejsce |
| ---------------- | ---------------------------------------------------------- | ----------- | ----------- | ----------- | ----------- | ----------- | ----------- | ----------- | ----------- | -------- | ------- |
| Jedynki mężczyzn | Aidan Kelly                                                | 53.275      | 26.         | 53.192      | 26.         | 52.756      | =24.        | 52.576      | 22.         | 3:31.799 | 24.     |
| Jedynki mężczyzn | Chris Mazdzer                                              | 52.744      | 10.         | 52.643      | 12.         | 52.369      | 17.         | 52.198      | 10.         | 3:29.954 | 13.     |
| Jedynki mężczyzn | Tucker West                                                | 53.142      | 21.         | 52.966      | 23.         | 52.413      | 18.         | 52.696      | 25.         | 3:31.217 | 22.     |
| Dwójki mężczyzn  | Preston Griffall Matt Mortensen                            | 50.637      | 14.         | 51.066      | 14.         | —           | —           | —           | —           | 1:41.703 | 14.     |
| Dwójki mężczyzn  | Christian Niccum Jayson Terdiman                           | 50.354      | 11.         | 50.591      | 13.         | —           | —           | —           | —           | 1:40.945 | 11.     |
| Jedynki kobiet   | Summer Britcher                                            | 51.222      | 19.         | 50.930      | 16.         | 51.082      | 16.         | 50.909      | 14.         | 3:24.143 | 15.     |
| Jedynki kobiet   | Erin Hamlin                                                | 50.356      | 2.          | 50.276      | 3.          | 50.165      | 3.          | 50.348      | 3.          | 3:21.145 | brąz    |
| Jedynki kobiet   | Kate Hansen                                                | 50.794      | 10.         | 50.581      | 11.         | 50.793      | 13.         | 50.499      | 6.          | 3:22.667 | 10.     |
| Sztafeta         | Erin Hamlin Chris Mazdzer Christian Niccum Jayson Terdiman | 54.338      | 2.          | 56.245      | 6.          | 56.972      | 7.          | —           | —           | 2:47.555 | 6.      |

### Short track

#### Mężczyźni
- Eduardo Alvarez
- J.R. Celski
- Christopher Creveling
- Jordan Malone

| Zawodnik                                                        | Konkurencja | Bieg     | Bieg    | Ćwierćfinał | Ćwierćfinał | Półfinał | Półfinał | Finał    | Finał   |
| Zawodnik                                                        | Konkurencja | Czas     | Miejsce | Czas        | Miejsce     | Czas     | Miejsce  | Czas     | Miejsce |
| --------------------------------------------------------------- | ----------- | -------- | ------- | ----------- | ----------- | -------- | -------- | -------- | ------- |
| Eduardo Alvarez                                                 | 500 m       | 1:15.108 | 4.      | NQ          | NQ          | NQ       | NQ       | NQ       | 31.     |
| Eduardo Alvarez                                                 | 1000 m      | 1:26.070 | 2. Q    | 1:39.092    | 3.          | NQ       | NQ       | NQ       | 11.     |
| Eduardo Alvarez                                                 | 1500 m      | 2:17.532 | 3. Q    | —           | —           | DSQ      | DSQ      | NQ       | 19.     |
| J.R. Celski                                                     | 500 m       | 41.717   | 2. Q    | 53.178      | 2. Q        | 41.152   | 4. FB    | 41.786   | 6.      |
| J.R. Celski                                                     | 1000 m      | 1:25.428 | 1. Q    | DNF         | DNF         | NQ       | NQ       | NQ       | 13.     |
| J.R. Celski                                                     | 1500 m      | 2:15.675 | 2. Q    | —           | —           | 2:21.620 | 1. FA    | 2:15.624 | 4.      |
| Christopher Creveling                                           | 1000 m      | 1:25.069 | 2. Q    | 1:24.691    | 3.          | NQ       | NQ       | NQ       | 10.     |
| Christopher Creveling                                           | 1500 m      | 2:16.553 | 4.      | —           | —           | NQ       | NQ       | NQ       | 21.     |
| Jordan Malone                                                   | 500 m       | 42.533   | 4.      | NQ          | NQ          | NQ       | NQ       | NQ       | 28.     |
| Eduardo Alvarez J.R. Celski Christopher Creveling Jordan Malone | Sztafeta    | —        | —       | —           | —           | 6:50.292 | 4. FA    | 6:42.371 | srebro  |

#### Kobiety
- Alyson Dudek
- Emily Scott
- Jessica Smith

| Zawodniczka   | Konkurencja | Bieg     | Bieg    | Ćwierćfinał | Ćwierćfinał | Półfinał | Półfinał | Finał    | Finał   |
| Zawodniczka   | Konkurencja | Czas     | Miejsce | Czas        | Miejsce     | Czas     | Miejsce  | Czas     | Miejsce |
| ------------- | ----------- | -------- | ------- | ----------- | ----------- | -------- | -------- | -------- | ------- |
| Alyson Dudek  | 500 m       | DSQ      | DSQ     | NQ          | NQ          | NQ       | NQ       | NQ       | 32.     |
| Alyson Dudek  | 1500 m      | 2:27.899 | 4.      | —           | —           | NQ       | NQ       | NQ       | 24.     |
| Emily Scott   | 500 m       | 45.210   | 2. Q    | 44.709      | 3.          | NQ       | NQ       | NQ       | 12.     |
| Emily Scott   | 1000 m      | 1:32.585 | 2. Q    | 1:30.324    | 3.          | NQ       | NQ       | NQ       | 11.     |
| Emily Scott   | 1500 m      | 2:22.641 | 1. Q    | —           | —           | 2:23.439 | 5. FA    | 2:39.436 | 5.      |
| Jessica Smith | 500 m       | 1:13.344 | 4.      | NQ          | NQ          | NQ       | NQ       | NQ       | 30.     |
| Jessica Smith | 1000 m      | 1:31.359 | 2. Q    | 1:32.088    | 1. Q        | 1:30.399 | 2. FA    | 1:31.301 | 4.      |
| Jessica Smith | 1500 m      | 2:26.703 | 2. Q    | —           | —           | 2:20.259 | 4. FB    | 2:25.787 | 7.      |

### Skeleton

#### Mężczyźni
- Matthew Antoine
- John Daly
- Kyle Tress

| Konkurencja    | Zawodnik        | 1. przejazd | 1. przejazd | 2. przejazd | 2. przejazd | 3. przejazd | 3. przejazd | 4. przejazd | 4. przejazd | Suma    | Suma    |
| Konkurencja    | Zawodnik        | Czas        | Miejsce     | Czas        | Miejsce     | Czas        | Miejsce     | Czas        | Miejsce     | Czas    | Miejsce |
| -------------- | --------------- | ----------- | ----------- | ----------- | ----------- | ----------- | ----------- | ----------- | ----------- | ------- | ------- |
| Ślizg mężczyzn | Matthew Antoine | 56.89       | 3.          | 56.95       | =5.         | 56.69       | 4.          | 56.73       | 6.          | 3:47.26 | brąz    |
| Ślizg mężczyzn | John Daly       | 56.91       | 4.          | 56.67       | 3.          | 56,99       | 8.          | 58.54       | 20.         | 3:49.11 | 15.     |
| Ślizg mężczyzn | Kyle Tress      | 57.85       | 20.         | 58.13       | 23.         | 57.76       | 17.         | NQ          | NQ          | 2:53.74 | 21.     |

#### Kobiety
- Noelle Pikus-Pace
- Katie Uhlaender

| Konkurencja  | Zawodniczka       | 1. przejazd | 1. przejazd | 2. przejazd | 2. przejazd | 3. przejazd | 3. przejazd | 4. przejazd | 4. przejazd | Suma    | Suma    |
| Konkurencja  | Zawodniczka       | Czas        | Miejsce     | Czas        | Miejsce     | Czas        | Miejsce     | Czas        | Miejsce     | Czas    | Miejsce |
| ------------ | ----------------- | ----------- | ----------- | ----------- | ----------- | ----------- | ----------- | ----------- | ----------- | ------- | ------- |
| Ślizg kobiet | Noelle Pikus-Pace | 58.68       | 3.          | 58.65       | 2.          | 58.25       | 3. Q        | 58.28       | 4.          | 3:53.86 | 2.      |
| Ślizg kobiet | Katie Uhlaender   | 58.83       | 4.          | 58.75       | =3.         | 58.41       | 7. Q        | 58.35       | 6.          | 3:54.34 | 4.      |

### Skoki narciarskie

#### Mężczyźni
- Nicholas Alexander
- Nicholas Fairall
- Peter Frenette
- Anders Johnson

| Konkurencja       | Zawodnik                                                          | Kwalifikacje | Kwalifikacje | Kwalifikacje | Runda 1.  | Runda 1. | Runda 1. | Runda 2.  | Runda 2. | Runda 2. | Suma   | Suma    |
| Konkurencja       | Zawodnik                                                          | Odległość    | Punkty       | Miejsce      | Odległość | Punkty   | Miejsce  | Odległość | Punkty   | Miejsce  | Punkty | Miejsce |
| ----------------- | ----------------------------------------------------------------- | ------------ | ------------ | ------------ | --------- | -------- | -------- | --------- | -------- | -------- | ------ | ------- |
| Skocznia normalna | Nicholas Alexander                                                | 90.0         | 100.7        | 40. Q        | 96.0      | 116.0    | 34.      | NQ        | NQ       | NQ       | NQ     | NQ      |
| Skocznia normalna | Nicholas Fairall                                                  | 80.5         | 77.3         | 50.          | NQ        | NQ       | NQ       | NQ        | NQ       | NQ       | NQ     | NQ      |
| Skocznia normalna | Peter Frenette                                                    | 93.0         | 105.3        | 35. Q        | 91.5      | 107.2    | 45.      | NQ        | NQ       | NQ       | NQ     | NQ      |
| Skocznia normalna | Anders Johnson                                                    | 92.5         | 107.9        | 26. Q        | 92.0      | 104.2    | 47.      | NQ        | NQ       | NQ       | NQ     | NQ      |
| Skocznia duża     | Nicholas Alexander                                                | 120.0        | 96.6         | 30. Q        | 111.5     | 87.0     | 47.      | NQ        | NQ       | NQ       | NQ     | NQ      |
| Skocznia duża     | Nicholas Fairall                                                  | 120.0        | 95.7         | 31. Q        | 119.5     | 108.3    | 35.      | NQ        | NQ       | NQ       | NQ     | NQ      |
| Skocznia duża     | Peter Frenette                                                    | 111.0        | 80.3         | 43.          | NQ        | NQ       | NQ       | NQ        | NQ       | NQ       | NQ     | NQ      |
| Skocznia duża     | Anders Johnson                                                    | 112.0        | 91.1         | 36. Q        | DSQ       | DSQ      | DSQ      | NQ        | NQ       | NQ       | NQ     | NQ      |
| Drużynowo         | Nicholas Alexander Nicholas Fairall Peter Frenette Anders Johnson | —            | —            | —            | 479.0     | 402.5    | 10.      | NQ        | NQ       | NQ       | NQ     | NQ      |

#### Kobiety
- Sarah Hendrickson
- Jessica Jerome
- Lindsey Van

| Konkurencja       | Zawodniczka       | Runda 1.  | Runda 1. | Runda 1. | Runda 2.  | Runda 2. | Runda 2. | Suma   | Suma    |
| Konkurencja       | Zawodniczka       | Odległość | Punkty   | Miejsce  | Odległość | Punkty   | Miejsce  | Punkty | Miejsce |
| ----------------- | ----------------- | --------- | -------- | -------- | --------- | -------- | -------- | ------ | ------- |
| Skocznia normalna | Sarah Hendrickson | 94.0      | 112.4    | 19.      | 90.5      | 105.2    | 21.      | 217.6  | 21.     |
| Skocznia normalna | Jessica Jerome    | 97.0      | 116.3    | 12.      | 99.0      | 117.8    | 12.      | 234.1  | 10.     |
| Skocznia normalna | Lindsey Van       | 97.0      | 116.4    | 11.      | 94.5      | 110.8    | 15.      | 227.2  | 15.     |

### Snowboard

#### Mężczyźni
- Nick Baumgartner
- Greg Bretz
- Danny Davis
- Alex Deibold
- Taylor Gold
- Charles Guldemond
- Nate Holland
- Trevor Jacob
- Sage Kotsenburg
- Justin Reiter
- Ryan Stassel
- Shaun White

| Konkurencja              | Zawodnik      | Kwalifikacje | Kwalifikacje    | 1/8 finału      | Ćwierćfinał     | Półfinał        | Finał           | Finał                |
| Konkurencja              | Zawodnik      | Wynik        | Przeciwnik Czas | Przeciwnik Czas | Przeciwnik Czas | Przeciwnik Czas | Przeciwnik Czas | Klasyfikacja końcowa |
| ------------------------ | ------------- | ------------ | --------------- | --------------- | --------------- | --------------- | --------------- | -------------------- |
| Slalom gigant równoległy | Justin Reiter | 1:41.24      | 24.             | NQ              | NQ              | NQ              | NQ              | NQ                   |
| Slalom równoległy        | Justin Reiter | DSQ          | DSQ             | NQ              | NQ              | NQ              | NQ              | NQ                   |

| Konkurencja     | Zawodnik         | Kwalifikacje | Kwalifikacje | 1/8 finału | Ćwierćfinał | Półfinał | Finał   | Finał                |
| Konkurencja     | Zawodnik         | Wynik        | Miejsce      | Miejsce    | Miejsce     | Miejsce  | Miejsce | Klasyfikacja końcowa |
| --------------- | ---------------- | ------------ | ------------ | ---------- | ----------- | -------- | ------- | -------------------- |
| Snowboard cross | Nick Baumgartner | Odwołane     | Odwołane     | 4.         | NQ          | NQ       | NQ      | =25.                 |
| Snowboard cross | Alex Deibold     | Odwołane     | Odwołane     | 3. Q       | 3. Q        | 3. FA    | 3.      | brąz                 |
| Snowboard cross | Nate Holland     | Odwołane     | Odwołane     | 4.         | NQ          | NQ       | NQ      | =25.                 |
| Snowboard cross | Trevor Jacob     | Odwołane     | Odwołane     | 1. Q       | 2. Q        | 4. FB    | 3.      | 9.                   |

| Konkurencja | Zawodnik          | Kwalifikacje | Kwalifikacje | Półfinały    | Półfinały | Finały       | Finały  |    |    |
| Konkurencja | Zawodnik          | Wynik        | Miejsce      | Wynik        | Miejsce   | Wynik        | Miejsce |    |    |
| ----------- | ----------------- | ------------ | ------------ | ------------ | --------- | ------------ | ------- | -- | -- |
| Halfpipe    | Greg Bretz        | 71.75, 52.50 | 7. Q         | 83.00, 44.25 | 2. Q      | 21.75, 26.50 | 12.     |    |    |
| Halfpipe    | Danny Davis       | 92.00, 75.75 | 3. Q         | —            | —         | 53.00, 45.25 | 10.     |    |    |
| Halfpipe    | Taylor Gold       | 81.50, 87.50 | 5. Q         | 26.00, 60.75 | 8. Q      | NQ           | NQ      | NQ | NQ |
| Halfpipe    | Shaun White       | 95.75, 70.75 | 1. Q         | —            | —         | 35.00, 90.25 | 4.      |    |    |
| Slopestyle  | Charles Guldemond | 86.00, 19.25 | 5. Q         | 13.25, 79.75 | 7.        | NQ           | NQ      |    |    |
| Slopestyle  | Sage Kotsenburg   | 86.50, 81.50 | 8. Q         | 89.00, 90.50 | 2. Q      | 93.50, 83.25 | złoto   |    |    |
| Slopestyle  | Ryan Stassel      | 81.00, 28.75 | 9. Q         | 83.25, 81.75 | 6.        | NQ           | NQ      |    |    |

#### Kobiety
- Jamie Anderson
- Kelly Clark
- Kaitlyn Farrington
- Arielle Gold
- Faye Gulini
- Jacqueline Hernandez
- Lindsey Jacobellis
- Jessika Jenson
- Karly Shorr
- Hannah Teter
- Ty Walker

| Konkurencja     | Zawodniczka          | Kwalifikacje | Kwalifikacje | 1/8 finału | Ćwierćfinał | Półfinał | Finał   | Finał                |
| Konkurencja     | Zawodniczka          | Wynik        | Miejsce      | Miejsce    | Miejsce     | Miejsce  | Miejsce | Klasyfikacja końcowa |
| --------------- | -------------------- | ------------ | ------------ | ---------- | ----------- | -------- | ------- | -------------------- |
| Snowboard cross | Faye Gulini          | 1:23.96      | 9.           | —          | 3. Q        | 3. FA    | 4.      | 4.                   |
| Snowboard cross | Jacqueline Hernandez | DNF          | 24.          | —          | DNS         | NQ       | NQ      | =23.                 |
| Snowboard cross | Lindsey Jacobellis   | 1:21.40      | 2.           | —          | 1. Q        | 6. FB    | 1.      | 7.                   |

| Konkurencja | Zawodniczka        | Kwalifikacje | Kwalifikacje | Półfinały    | Półfinały | Finały       | Finały  |
| Konkurencja | Zawodniczka        | Wynik        | Miejsce      | Wynik        | Miejsce   | Wynik        | Miejsce |
| ----------- | ------------------ | ------------ | ------------ | ------------ | --------- | ------------ | ------- |
| Halfpipe    | Kelly Clark        | 92.25, 95.00 | 1. Q         | —            | —         | 48.25, 90.75 | brąz    |
| Halfpipe    | Kaitlyn Farrington | 87.00, 34.50 | 4. Q         | 87.50, 53.25 | 1. Q      | 85.75, 91.75 | złoto   |
| Halfpipe    | Arielle Gold       | DNS          | DNS          | NQ           | NQ        | NQ           | NQ      |
| Halfpipe    | Hannah Teter       | 90.25, 92.00 | 2. Q         | —            | —         | 90.50, 26.75 | 4.      |
| Slopestyle  | Jamie Anderson     | 93.50, ---   | 2. Q         | —            | —         | 80.75, 95.25 | złoto   |
| Slopestyle  | Jessika Jenson     | 34.00, 58.50 | 7. Q         | 72.00, 50.50 | 5.        | NQ           | NQ      |
| Slopestyle  | Karly Schorr       | 45.00, 84.75 | 4. Q         | —            | —         | 39.00, 75.00 | 6.      |
| Slopestyle  | Ty Walker          | 1.00, ---    | 11. Q        | 66.00, 43.75 | 6.        | NQ           | NQ      |